# Consejo de Liúbech
El Consejo de Liúbech fue el primer consejo federal conocido de la Rus de Kiev, celebrado en 1097 en medio de las constantes rivalidades regionales entre los príncipes. El consejo fue sucedido luego por otra sesión en Uvétichi el 10 de agosto de 1100, conocido como Consejo de Uvétichi.
El consejo fue iniciado por Vladímir II Monómaco y compuesto por Sviatopolk II Iziaslávich, Vasílko Rostislávich, Davíd Sviatoslávich, Oleg Sviatoslávich y otros príncipes de la Rus. El objetivo era detener las guerras fraternales, pacificar a los pueblos y formar una frontera unificada contra los pólovtsy. El resultado fue la división de la Rus de Kiev entre los príncipes y las correspondientes herencias para sus familias. Esto terminó con el sistema Rota que se había mantenido en la Rus durante dos siglos.
Las principados fueron divididos de la siguiente manera:
- A Sviatopolk II se le dio Kiev, Túrov, Pinsk, y el título de Gran Príncipe.
- Vladímir II Monómaco recibió Pereyáslavl, las tierras de Rostov-Súzdal, Smolensk y Beloziorsk. Su hijo Mstislav recibió Nóvgorod.
- A Oleg, David, y Yaroslav, todos hijos de Sviatoslav, se les dio Chernígov, Tmutarakáñ, Riazán, y Múrom.

Y a los restantes príncipes izgói:
- Davíd Ígorevich recibió Volodímir-Volinski.
- Volodar Rostislávich - Peremyshl.
- Vasílko Rostislávich - Terebovlia.

Este cambio estableció un sistema feudal en la Rus de Kiev. Se detuvo la lucha por Chernígov, aunque no totalmente. Tras la muerte de Sviatopolk, los ciudadanos de Kiev se rebelaron y pusieron a Monómaco en el trono. Sin embargo, el consejo permitió a los otros principados consolidar su poder y desarrollarse como poderosos centros regionales, siendo los casos más notables Galitzia-Volinia y Vladímir-Súzdal.